# 10 Years (sang)
"10 Years" er en sang fra 2021, af den islandske sanger Daði Freyr, og hans band Gagnamagnið. Sangen repræsenterede Island ved Eurovision Song Contest 2021.